# Dicranophragma subnemorale
Dicranophragma subnemorale là một loài ruồi trong họ Limoniidae. Chúng phân bố ở miền Cổ bắc.